# José Roberto Cardoso
José Roberto Cardoso (Marília, 12 de agosto de 1949) é um engenheiro eletricista, pesquisador e professor brasileiro, reconhecido internacionalmente por suas contribuições na área de eletromagnetismo e engenharia elétrica. É professor titular da Escola Politécnica da Universidade de São Paulo (Poli-USP).

## Formação acadêmica e carreira
José Roberto Cardoso graduou-se em Engenharia de Eletricidade – Modalidade Eletrotécnica pela Poli-USP, em 1974. Concluiu o mestrado em 1979, com o trabalho intitulado Operação Assíncrona da Máquina Síncrona, sob orientação de Rubens Guedes Jordão, e o doutorado em 1986, com a tese Problemas de Campos Eletromagnéticos Estáticos e Dinâmicos: Uma Abordagem pelo Método dos Elementos Finitos, sob orientação de Orlando Silvio Lobosco.
Em 1993, obteve o título de livre-docente pela USP, com o estudo GROUND 3D: Uma Análise de Sistemas de Aterramento pelo Método dos Elementos Finitos. Posteriormente, realizou um pós-doutorado no Laboratoire d'Électrotechnique de Grenoble, na França, entre 1987 e 1988, com financiamento da Fundação de Amparo à Pesquisa do Estado de São Paulo (FAPESP). Atualmente, é professor titular da Escola Politécnica da USP, na qual coordena o Laboratório de Eletromagnetismo Aplicado (LMAG), que fundou em 1987 e que se tornou referência internacional em sua área.

## Área de atuação e pesquisa
Em 2018, junto com colaboradores, criou Laboratório de Redes Inteligentes, com a temática concentrada na transição energética. O maior projeto desse laboratório é o Inova Power, que congrega um grupo de trabalho composto por cerca de 200 pesquisadores, que se dedica a estudos interdisciplinares sobre a transição energética e a pesquisas sobre geração e distribuição de energia elétrica sustentável.
Em 2015, Cardoso e o colega Gerson Damiani, criaram o Global Institute for Peace (GLIP), do qual ele é o coordenador geral junto a USP. Além disso, Cardoso também é membro do Conselho Administrativo e Científico e árbitro do Centro de Resolução de Conflitos (CRC), ambos do GLIP.
Com experiência na área de Engenharia Elétrica, José Roberto Cardoso concentra suas pesquisas em temas como: Circuitos magnéticos e eletromagnetismo; Métodos numéricos, como o método dos elementos finitos, aplicados a problemas eletromagnéticos; Sistemas de aterramento elétrico; Máquinas elétricas, incluindo máquinas especiais e acionamentos; e Sistemas elétricos metroferroviários e tração elétrica.
Foi fundador Sociedade Brasileira de Eletromagnetismo (SBMAG), da qual foi  presidente por duas gestões (1995-1999 e 2020-2024). Também foi presidente da Comissão de Pós-Graduação (CPG) da EPUSP e membro da Comissão de Avaliação dos cursos de pós-graduação da Engenharias IV da Fundação Coordenação de Aperfeiçoamento de Pessoal de Nível Superior (Capes). Foi pesquisador 1B do Conselho Nacional de Desenvolvimento Científico e Tecnológico (CNPq).
Cardoso também foi membro do conselho de grandes empresas estatais de transporte público sobre trilhos, de agências reguladoras da área de energia elétrica e de centros universitários privados.

## Prêmios e reconhecimentos
José Roberto Cardoso recebeu várias honrarias por sua carreira de destaque, incluindo o título de Doutor Honoris Causa, concedido em 2019 pelo Institut National Polytechnique de Grenoble, na França, centro de pesquisa reconhecido mundialmente.
O prêmio é uma maneira de reconhecer a excelência científica dos trabalhos do docente, bem como as colaborações de longo prazo desenvolvidas com o Institut National Polytechnique e com a comunidade de pesquisadores da França.
Em 2013, foi eleito Eminente Engenheiro do Ano pelo Instituto de Engenharia, que concede o título desde 1963. O título é atribuído em reconhecimento aos profissionais de destacada atuação no meio e/ou que tenham uma carreira marcada por contínuas contribuições para a elevação e para o aprimoramento da engenharia.
Cardoso foi agraciado ainda, em 2010, com o Prêmio Personalidade da Tecnologia, na área de Educação em Engenharia, pelo Sindicato dos Engenheiros do Estado de São Paulo (2010); a Medalha do Mérito Tamandaré, em 2010, e título de Amigo da Marinha, em 2006, ambos concedidos pela Marinha do Brasil.

## Contribuições acadêmicas
Durante sua carreira, Cardoso publicou mais de 70 artigos em revistas científicas internacionais e apresentou mais de 200 trabalhos em eventos acadêmicos. É autor de cinco livros, dos quais dois em inglês, e orientou mais de 40 teses e dissertações de mestrado e doutorado.
Como diretor da Escola Politécnica da USP entre 2010 e 2014, José Roberto Cardoso impulsionou a pesquisa, ampliou a cooperação internacional e consolidou parcerias com a indústria. Durante sua gestão Cardoso deu prioridade à graduação no sentido de melhorar a infraestrutura, salas de aula mais confortáveis e equipadas, além de ter mudado a estrutura curricular da Escola Polítécnica da USP para um formato centrado no aluno, que se tornou referência para as escolas de engenharia do Brasil.
Cardoso e alguns alunos e ex-alunos da Escola Politécnica da USP conceberam o primeiro fundo de doações em universidade pública brasileira, que atualmente possui um patrimônio elevado. Os rendimentos desses recursos financiam projetos de alunos e professora da Escola.

## Pesquisas recentes e filosofia de ensino
Além de seu trabalho em eletromagnetismo, Cardoso dedica-se a repensar a educação em engenharia. Ele busca desenvolver estratégias que tornem o aprendizado mais atrativo, com enfoque na formação de profissionais que combinem conhecimento técnico com competências interpessoais, como inteligência emocional e trabalho em equipe.
José Roberto Cardoso é uma figura de referência na engenharia brasileira, destacando-se não apenas por suas contribuições científicas, mas também pelo compromisso com a formação de novas gerações de engenheiros.

## Livros publicados
- Electromagnetics Through the Finite Element Method: A Simplified Approach Using Maxwell’s Equation[23]

- Electromechanical Energy Conversion Through Active Learning[24]

- Engenharia Eletromagnética[25]

- Introdução à Engenharia: Uma Abordagem Baseada em Ensino por Competências[26][28][29]

- Engenheiros Para Quê? Formação e Profissão do Engenheiro no Brasil[27]